# Sword Master
Sword Master (三少爺的劍  San shao ye de jian) és una pel·lícula en 3D d'arts marcials xinesa del 2016 dirigida per Derek Yee. La pel·lícula es va estrenar el 2 de desembre de 2016. La pel·lícula va fer el seu debut mundial i nacional a l'11a Festa del Cinema di Roma i al 53è Festival de Cinema Cavall d'Or, respectivament. La pel·lícula és un remake de la pel·lícula de 1977 de Shaw Brothers Studio de Hong Kong Death Duel, protagonitzada per Yee.

## Argument
Yen Shisan (Peter Ho), un espadachín i assassí tatuat, que va viure la seva vida com a mestre espadatxí a l'ombra del Tercer Mestre/Hsieh Shao-Feng, i Mu-Yung li va demanar que matés a Shao-Feng. Chiu-Ti (Jiang Yiyan), que afirma ser la núvia abandonada de Shao-Feng, rebutja el contracte, però encara va a la recerca de l'únic oponent que podria ser capaç de derrotar-lo arribant a la Casa de la Suprema Espasa només per ser informat pel líder del culte Hsieh (Norman Chui), el pare de Shao-Feng, que Shao-Feng ha mort però 36 dies abans. Privat del seu rival, mort d'una malaltia inevitable (però no debilitant) i posseït d'una píndola que pot curar totes les ferides, excepte la seva pròpia malaltia, Yen Shisan ocupa la vida d'un enterrador, intentant viure una bona vida en el temps que ha deixat, mentre el malvat grup de kung fu Poder Diví decideixen derrotar ells mateixos la Casa de la Suprema Espasa i convertir-se en la força suprema del wulin (el món de Kung Fu), ja que, sense Shao-Feng, no hi ha ningú que pugui oposar-se.
Mentrestant, un borratxo (Lin Gengxin), arriba a un prostíbul, beu fins que no té diners i es veu obligat a treballar com a criat per als amos del prostíbul. Negant-se a donar un nom, és sobrenomenat Ah-Chi ("Chi inútil"). Intercedeix quan la prostituta de condició més baixa, Hsiao Li (Jiang Mengjie), està sent reprimida pels seus caps i s'enllaça amb ella, però abandona el bordell després que s'assabenta que el Gran Cap el vol promoure a goril·la, en comptes de ser acollit i treballant amb els pobres, però feliços, recol·lectors de la terra nocturna. Mentrestant, Hsaio Li fuig dels abusos al bordell amb els seus guanys, de tornada a casa seva: els mateixos vilatans que han acollit Ah-Chi.
El Gran Cap envia agents per recuperar Hsiao Li i Ah-Chi, però són derrotats per Yen Shisan (portant la seva làpida) i corre cap al Gran Cap, un d'ells anunciant que Yen Shisan lluitarà en un duel amb Shao-Feng. Els vilatans demanen a Yen Shisan que els entreni en Kung Fu o que els ajudi contra Gran Cap, i finalment accepta, ell mata a Gran Cap (que revela que és el representant de Poder Diví a la ciutat i amenaça amb les conseqüències abans de ser assassinat) i la majoria de els seus homes, i ensenya a Ah-Chi la seva tècnica única de kung fu "13 cops".
Mentrestant, Chiu-Ti i els seus guerrers troben Ah-Chi al poble, el desenmascaren com a Shao-Feng i el coaccionen perquè accepti casar-se amb ella per tercera vegada. Es trasllada a una cabana amb ella i li revela per què la va deixar les dues vegades anteriors, la primera perquè, emmalaltit per la matança sense sentit i la mort que la seva família va infligir a qualsevol que pogués ser considerat un rival, havia decidit deixar ell mateix el wulin i viure una vida senzilla; el segon, després que se'n va anar amb ella la vigília de casar-se amb un home que no estimava, després que va quedar clar que ella no entenia i mai es conformaria amb la vida senzilla que tant desitjava. Aquesta vegada, promet que viurà la vida senzilla amb ell que desitja, però després que ell demostri que aquesta vida implica entrar a la brutícia, decideix venjar-se, deixant sol el seu marit.
Mentrestant, a Yen Shisan se li diu que Ah-Chi és, de fet, Shao-Feng, el seu rival, i decideix assumir-ho, tot i que, després d'haver ensenyat a Shao-Feng les seves tècniques, creu que no pot guanyar.
Shao-Feng torna al poble per dormir, on Hsiao Li intenta seduir-lo (no és la primera vegada), però abans que la seducció es pugui completar, Chiu-Ti arriba i ataca. Yen Shisan expulsa Shao-Feng per salvar-li la vida, però això resulta desastrós per al poble, que és cremat i gairebé tots els seus habitants són massacrats pels guerrers de Chiu-Ti. Shao-Feng arriba amb Yen Shisan al poble cremat, i només és capaç de salvar una persona: Hsiao Li, que amb prou feines viu, però recupera la salut amb la píndola màgica de Yen Shisan.
Yen Shisan i Shao-Feng parlen de l'atac imminent dels guerrers de Chiu-Ti i de Poder Diví a casa seva, i de la falta de voluntat de Shao-Feng per lluitar, i Yen Shisan convenç Shao-Feng que amb la seva gran habilitat i dues tècniques de kung fu, pot derrotar totes les forces disposades contra la Casa de la Suprema Espasa sense matar.
La Casa de la Suprema Espasa és atacada i les seves forces són sacrificades i expulsades pel poder combinat dels guerrers de Chiu-Ti, que ara treballen amb els lluitadors emmascarats de Poder Diví, fins que Yen Shisan arriba just a temps per evitar un suïcidi per salvar l'honor, i Shao-Feng derrota fàcilment als atacants combinats, desenmascarant els guerrers de Poder Diví mentre rebutja la Casa de la Suprema Espasa, i en el conflicte següent, Chiu-Ti l'apunyala accidentalment el seu criat en cap (i amant rebutjat) fatalment, i enfrontat a un rebuig final; ell la clava per l'esquena, donant lloc a la seva mort als braços de Shao-Feng en un darrer matrimoni.
Shao-Feng, ara vestit amb la túnica blanca i negra d'un espadatxí errant, lluita en el seu duel del destí contra el seu amic i rival Yen Shisan; tots dos espadatxins lluiten al màxim, i Yen Shisan és finalment desarmat i assassinat, morint, com ell desitjava, amb honor per una espasa que respectava. Shao-Feng intercanvia espases amb el mort Yen Shisan a la seva tomba, i en la penúltima escena, va a la seva vida com un espadatxí errant amb la seva companya, Hsiao Li "On anem", pregunta. "Endreçarem els errors i lluitarem per la justícia", respon. "Mataràs gent?" ella pregunta. "Els salvaré", diu, i l'escena final consisteix en vinyes que cauen en un bosc per revelar el rostre de la deessa Kuan Yin, el bodhisattva de la compassió.

## Repartiment
- Lin Gengxin com a Hsieh Shao-Feng / Ah Chi
  - Chen Moyan com a Shao-Feng (adolescent)
  - Harashima Daichi com a Shao-Feng (juvenil)
- Peter Ho com a Yen Shisan l'assassí
- Jiang Yiyan com a Mu-Yung Chiu-Ti
  - Zhang Ziyu com a Chiu-Ti (adolescent)
  - Song Yiren com a Chiu-Ti (juvenil)
- Jiang Mengjie com a "Princesa" Hsiao Li / Sweetie
- Norman Chui com a líder del culte (Hsieh Clan i Casa de ls Suprema Espasa) Hsieh, pare de Shao-Feng
- Nina Paw com la mare d'Hsiao Li
- Ma Jingjing com a Miao Tzu, el germà d'Hsiao Li
- Lai Jiatong com a Sense nom
- Hong Mu com a Madam Mu-yung

## Producció
La pel·lícula va ser produïda als Hengdian World Studios. La fotografia principal va començar el 13 d'abril de 2014 i va acabar el 8 de setembre de 2014 després de 122 dies de rodatge.

## Recepció
La pel·lícula va recaptar 14.714.624 dòlars a la taquilla mundial, inclosos 100,7 milions de iuans a Xina ($14,502,045) i 75.526 dòlars als Estats Units.